# ジョン・T・リッツ
ジョン・T・リッツ（John T. Reitz）は、アメリカ合衆国のレコーディング・エンジニアである。1976年以降、180作品以上にクレジットされている。アカデミー録音賞には5回ノミネートされ、1回受賞した。

## 受賞とノミネート
| 賞           | 年   | 部門   | 作品名                | 結果       |
| ------------ | ---- | ------ | --------------------- | ---------- |
| アカデミー賞 | 1978 | 録音賞 | 天国の日々            | ノミネート |
| アカデミー賞 | 1999 | 録音賞 | マトリックス          | 受賞       |
| アカデミー賞 | 2000 | 録音賞 | パーフェクト ストーム | ノミネート |
| アカデミー賞 | 2006 | 録音賞 | 父親たちの星条旗      | ノミネート |
| アカデミー賞 | 2012 | 録音賞 | アルゴ                | ノミネート |